# Pharmacie Dieu-Lumière
La pharmacie Dieu-Lumière est un ensemble architectural situé à Reims, bâtie dans le cadre de la reconstruction et dans un style pastiche du Moyen Âge.

## Situation
La pharmacie Dieu-Lumière se trouve au n° 1 de la Place Saint-Timothée avec une façade sur la rue Saint-Sixte à Reims.

## Historique
Pendant la Grande Guerre, la ville de Reims et en particulier son centre historique est massivement bombardé. La plupart des bâtiments de la place Saint-Timothée, partie du centre, sont détruits et en particulier la succursale nº37 de la Société rémoise d’épicerie et au nº 3 le café-billard Saint-Timothée. 
À la place de ces deux bâtiments, M Roger Crombée décide, avec les fonds de la reconstruction après-guerre, de créer à cet emplacement une pharmacie.
Le bâtiment est de l’architecte Adolphe Prost (auteur de l’Hôtel Le Vergeur à Reims.) suivant un permis de construire de 1922 des architectes rémois Edmond Herbé et Maurice Deffaux. Il s’inspire des maisons historiques à pans de bois qui occupaient la place avant les bombardements.

## Bâtiments
Le bâtiment est construit dans un style historiciste (dit aussi style « pastiche »). 
Il rappelle l’architecture médiévale avec façades à pignons ardoisés, colombages et tourelles.
Des animaux sont disposés à chaque gouttière (serpent, escargot et tortue).
L’hypothèse de la symbolique de chaque animal est la suivante :
- Pour le serpent : Le serpent est le « serpent d’Asklépios », dieu de la médecine dans la mythologie grecque.
- Pour l’escargot : L’escargot faisait partie de la pharmacopée médiévale. Sa nature froide lui permettrait d’enrayer le feu de l’infection.
- Pour la tortue : dans certaines pharmacopée, l’utilisation d’un Sirop de tortue utilisé comme nutritif et adoucissant. C’était aussi un excellent pectoral[3].

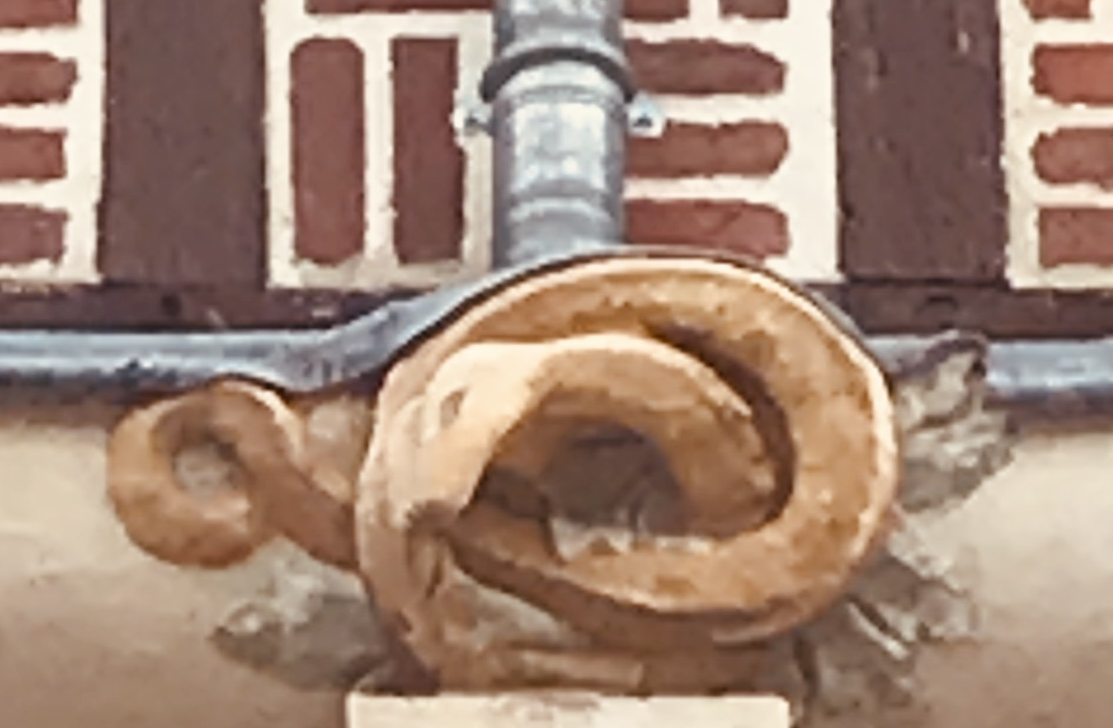
Pharmacie Dieu-Lumière serpent
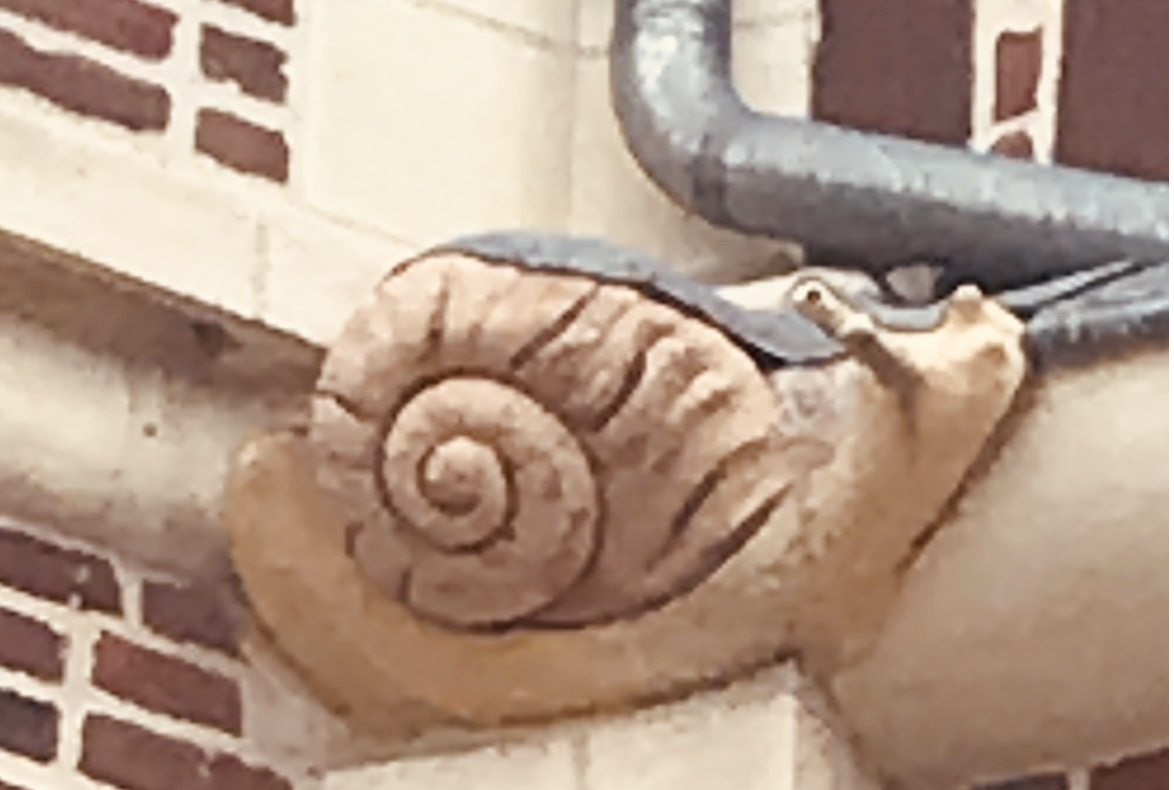
Pharmacie Dieu-Lumière escargot
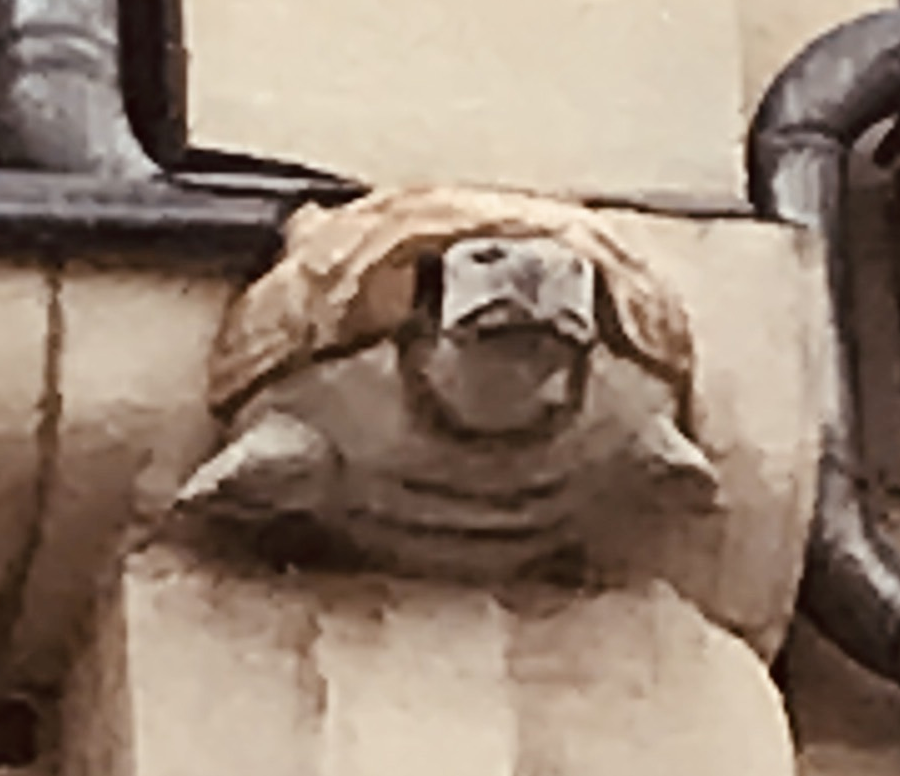
Pharmacie Dieu-Lumière tortue